# بوسکرود

موقعیت بوسکرود در نروژ

 (به نروژی: Buskerud) یکی از استان‌های نروژ است که هم‌مرز با استان‌های آکرشوس، اسلو، اوپلاند، سون اوگ فوردان، هوردالاند، تلمارک و وستفولد است. مراکز اداری این استان در شهر درامن واقع شده است.